# Mildbraedia carpinifolia
Mildbraedia carpinifolia là một loài thực vật thuộc họ Euphorbiaceae. Loài này có ở Kenya, Mozambique, và Tanzania.